# لوکا (بور)
لوکا (به صربی: Luka) یک منطقهٔ مسکونی در صربستان است که در بور واقع شده‌است. لوکا ۶۱۲ نفر جمعیت دارد.